# Danh sách di sản văn hóa Tây Ban Nha được quan tâm ở tỉnh Álava
Danh sách di sản văn hóa Tây Ban Nha được quan tâm ở tỉnh Álava.

## Các di sản liên quan đến nhiều thành phố
| Tên                                  | Dạng                  | Địa điểm              | Tọa độ | Số hồ sơ tham khảo? | Ngày nhận danh hiệu? | Hình ảnh                                                       |
| ------------------------------------ | --------------------- | --------------------- | ------ | ------------------- | -------------------- | -------------------------------------------------------------- |
| Đường hành hương Santiago Compostela | Lịch sử và nghệ thuật | Municipios del Camino |        | RI-53-0000035-00001 | 05-09-1962           | El Camino de Santiago por la provincia de Álava · Upload image |

## Các di sản theo thành phố

### A

#### Añana
| Tên                 | Dạng               | Địa điểm               | Tọa độ                                       | Số hồ sơ tham khảo? | Ngày nhận danh hiệu? | Hình ảnh                        |
| ------------------- | ------------------ | ---------------------- | -------------------------------------------- | ------------------- | -------------------- | ------------------------------- |
| Añana#Salinas Añana | Di tích Dân tộc ký | Añana Salinas de Añana | 42°48′08″B 2°59′11″T / 42,80236°B 2,986363°T | RI-51-0005132       | 17-07-1984           | Salinas de Añana · Upload image |

#### Artziniega(Artziniega)
| Tên        | Dạng                 | Địa điểm  | Tọa độ                                        | Số hồ sơ tham khảo? | Ngày nhận danh hiệu? | Hình ảnh                                  |
| ---------- | -------------------- | --------- | --------------------------------------------- | ------------------- | -------------------- | ----------------------------------------- |
| Artziniega | Khu phức hợp lịch sử | Arceniega | 43°07′15″B 3°07′42″T / 43,120807°B 3,128228°T | ARI-53-0000375      | Incoado 26-4-1998    | Casco Antiguo de Arceniega · Upload image |

#### Arrazua-Ubarrundia(Arratzua-Ubarrundia)
| Tên             | Dạng                                          | Địa điểm                   | Tọa độ                                        | Số hồ sơ tham khảo? | Ngày nhận danh hiệu? | Hình ảnh                       |
| --------------- | --------------------------------------------- | -------------------------- | --------------------------------------------- | ------------------- | -------------------- | ------------------------------ |
| Palacio Zurbano | Di tích Kiến trúc dân sự Thời gian: Thế kỷ 17 | Arrazua-Ubarrundia Zurbano | 42°52′23″B 2°37′13″T / 42,873149°B 2,620209°T | RI-51-0005124       | 17-07-1984           | Palacio Zurbano · Upload image |

#### Ayala/Aiara(Aiara)
| Tên                     | Dạng    | Địa điểm          | Tọa độ                                        | Số hồ sơ tham khảo? | Ngày nhận danh hiệu? | Hình ảnh                                   |
| ----------------------- | ------- | ----------------- | --------------------------------------------- | ------------------- | -------------------- | ------------------------------------------ |
| Palacio Nhà Solar Ayala | Di tích | Ayala Quejana     | 43°04′34″B 3°04′19″T / 43,076223°B 3,071923°T | RI-51-0005129       | 17-07-1984           | Palacio Casa Solar de Ayala · Upload image |
| Tháp Cung điện Murga    | Di tích | Ayala             | 43°04′35″B 3°04′25″T / 43,076349°B 3,073716°T | RI-51-0005118       | 17-07-1984           | Torre de Murga · Upload image              |
| Tháp Negorta            | Di tích | Ayala/Aiara Zuaza | 43°05′58″B 3°02′58″T / 43,099334°B 3,049328°T | RI-51-0005445       | 17-08-1988           | Torre Negorta · Upload image               |

### B

#### Barrundia
| Tên                           | Dạng    | Địa điểm                 | Tọa độ                                        | Số hồ sơ tham khảo? | Ngày nhận danh hiệu? | Hình ảnh                                 |
| ----------------------------- | ------- | ------------------------ | --------------------------------------------- | ------------------- | -------------------- | ---------------------------------------- |
| Torre-palacio Guevara         | Di tích | Barrundia Guevara        | 42°53′48″B 2°30′19″T / 42,896694°B 2,505239°T | RI-51-0005120       | 17-07-1984           | Torre-palacio de Guevara · Upload image  |
| Caserío Bolo (Tháp Lazarraga) | Di tích | Barrundia Larrea (Álava) | 42°54′54″B 2°27′35″T / 42,915075°B 2,459586°T | RI-51-0005131       | 17-07-1984           | Caserío El Bolo de Larrea · Upload image |

#### Bernedo
| Tên                            | Dạng                                      | Địa điểm          | Tọa độ                                        | Số hồ sơ tham khảo? | Ngày nhận danh hiệu? | Hình ảnh                          |
| ------------------------------ | ----------------------------------------- | ----------------- | --------------------------------------------- | ------------------- | -------------------- | --------------------------------- |
| Nhà hoang San Juan (Marquínez) | Di tích Kiến trúc tôn giáo Kiểu: Románico | Bernedo Marquínez | 42°42′23″B 2°33′36″T / 42,706409°B 2,560086°T | RI-51-0005100       | 17-07-1984           | Ermita de San Juan · Upload image |

### C

#### Campezo/Kanpezu(Kanpezu)
| Tên                                                  | Dạng    | Địa điểm                              | Tọa độ                                       | Số hồ sơ tham khảo? | Ngày nhận danh hiệu? | Hình ảnh                                                          |
| ---------------------------------------------------- | ------- | ------------------------------------- | -------------------------------------------- | ------------------- | -------------------- | ----------------------------------------------------------------- |
| Nhà thờ Asunción Nuestra Señora (Santa Cruz Campezo) | Di tích | Campezo/Kanpezu Santa Cruz de Campezo | 42°40′11″B 2°21′07″T / 42,66961°B 2,351885°T | RI-51-0005099       | 17-07-1984           | Iglesia de la Asunción de Nuestra Señora (Campezo) · Upload image |
| Antoñana (Álava)                                     | Di tích | Campezo/Kanpezu Antoñana              | 42°41′38″B 2°23′49″T / 42,69378°B 2,397005°T | RI-51-0005117       | 17-07-1984           | Murallas de Antoñana · Upload image                               |

### E

#### Elciego(Eltziego)
| Tên                        | Dạng    | Địa điểm | Tọa độ                                       | Số hồ sơ tham khảo? | Ngày nhận danh hiệu? | Hình ảnh                                        |
| -------------------------- | ------- | -------- | -------------------------------------------- | ------------------- | -------------------- | ----------------------------------------------- |
| Nhà thờ San Andrés (Ciego) | Di tích | Elciego  | 42°30′51″B 2°37′01″T / 42,51429°B 2,617027°T | RI-51-0005104       | 17-07-1984           | Iglesia de San Andrés (El Ciego) · Upload image |

#### Elvillar/Bilar(Bilar)
| Tên                                        | Dạng                         | Địa điểm       | Tọa độ                                        | Số hồ sơ tham khảo? | Ngày nhận danh hiệu? | Hình ảnh                                                           |
| ------------------------------------------ | ---------------------------- | -------------- | --------------------------------------------- | ------------------- | -------------------- | ------------------------------------------------------------------ |
| Nhà thờ Nuestra Señora Asunción (Elvillar) | Di tích                      | Elvillar/Bilar | 42°34′07″B 2°32′40″T / 42,568684°B 2,54443°T  | RI-51-0005106       | 17-07-1984           | Iglesia de Nuestra Señora de la Asunción (Elvillar) · Upload image |
| Chabola Hechicera                          | Di tích megalítico funerario | Elvillar/Bilar | 42°34′03″B 2°33′13″T / 42,567601°B 2,553482°T |                     | 10-07-2008           | La Chabola de la Hechicera · Upload image                          |

### I

#### Iruña de Oca/Iruña Oka(Iruña Oka)
| Tên                | Dạng                    | Địa điểm                                         | Tọa độ                                        | Số hồ sơ tham khảo? | Ngày nhận danh hiệu? | Hình ảnh                                     |
| ------------------ | ----------------------- | ------------------------------------------------ | --------------------------------------------- | ------------------- | -------------------- | -------------------------------------------- |
| Puente Trespuentes | Di tích                 | Iruña de Oca/Iruña Oka Trespuentes               | 42°50′39″B 2°47′19″T / 42,844058°B 2,788598°T | RI-51-0000144       | 22-05-1916           | Puente Romano de Trespuentes · Upload image  |
| Iruña-Veleia       | Yacimiento arqueológico | Iruña de Oca/Iruña Oka Trespuentes, Iruña-Veleia | 42°50′31″B 2°47′24″T / 42,842076°B 2,789873°T | RI-55-0000003       | 22-05-1916           | Ciudad romana de Iruña-Veleia · Upload image |

#### Iruraiz-Gauna(Iruraitz-Gauna)
| Tên                              | Dạng    | Địa điểm            | Tọa độ | Số hồ sơ tham khảo? | Ngày nhận danh hiệu? | Hình ảnh                                              |
| -------------------------------- | ------- | ------------------- | ------ | ------------------- | -------------------- | ----------------------------------------------------- |
| Nhà thờ San Martín Tours (Gaceo) | Di tích | Iruraiz-Gauna Gaceo |        | n/d                 | 28-06-1995           | Iglesia de San Martín de Tours (Gaceo) · Upload image |

### L

#### Labastida(Bastida)
| Tên                                         | Dạng    | Địa điểm                        | Tọa độ                                        | Số hồ sơ tham khảo? | Ngày nhận danh hiệu? | Hình ảnh                                                            |
| ------------------------------------------- | ------- | ------------------------------- | --------------------------------------------- | ------------------- | -------------------- | ------------------------------------------------------------------- |
| Nhà thờ Nuestra Señora Asunción (Labastida) | Di tích | Labastida                       | 42°35′26″B 2°47′34″T / 42,590583°B 2,792728°T | RI-51-0005105       | 17-07-1984           | Iglesia de Nuestra Señora de la Asunción (Labastida) · Upload image |
| Nhà Consistorial (Labastida)                | Di tích | Labastida                       | 42°35′26″B 2°47′35″T / 42,590432°B 2,793071°T | RI-51-0005114       | 17-07-1984           | Casa Consistorial (Labastida) · Upload image                        |
| Tường thành Salinillas Buradon              | Di tích | Labastida Salinillas de Buradon | 42°38′02″B 2°49′54″T / 42,633876°B 2,831748°T | RI-51-0005115       | 17-07-1984           | Murallas de Salinillas de Buradon · Upload image                    |

#### Laguardia, Álava(Guardia)
| Tên                          | Dạng                 | Địa điểm         | Tọa độ                                        | Số hồ sơ tham khảo? | Ngày nhận danh hiệu? | Hình ảnh                                           |
| ---------------------------- | -------------------- | ---------------- | --------------------------------------------- | ------------------- | -------------------- | -------------------------------------------------- |
| Recinto Khảo cổ Hoya         | Di tích              | Laguardia, Álava | 42°33′54″B 2°35′11″T / 42,565013°B 2,586359°T | RI-51-0005133       | 17-07-1984           | Recinto Arqueológico de la Hoya · Upload image     |
| Nhà thờ Santa María Reyes    | Di tích              | Laguardia, Álava | 42°33′19″B 2°35′07″T / 42,555187°B 2,585339°T | RI-51-0000362       | 03-06-1931           | Iglesia de Santa María de los Reyes · Upload image |
| Nhà thờ San Juan (Laguardia) | Di tích              | Laguardia, Álava | 42°33′10″B 2°35′04″T / 42,552673°B 2,584497°T | RI-51-0005103       | 17-07-1984           | Iglesia de San Juan (Laguardia) · Upload image     |
| Laguardia, Álava             | Khu phức hợp lịch sử | Laguardia, Álava | 42°33′13″B 2°35′05″T / 42,553713°B 2,58467°T  | RI-53-0000045       | 05-03-1964           | Laguardia · Upload image                           |

#### Lantaron(Lantaron)
| Tên              | Dạng    | Địa điểm          | Tọa độ                                        | Số hồ sơ tham khảo? | Ngày nhận danh hiệu? | Hình ảnh                                             |
| ---------------- | ------- | ----------------- | --------------------------------------------- | ------------------- | -------------------- | ---------------------------------------------------- |
| Tháp Orgaz       | Di tích | Lantaron Fontecha | 42°44′42″B 3°01′31″T / 42,744877°B 3,025205°T | RI-51-0005122       | 17-07-1984           | Torre-Palacio de los Orgaz (Fontecha) · Upload image |
| Tháp Condestable | Di tích | Lantaron Fontecha | 42°44′49″B 3°01′40″T / 42,746922°B 3,027748°T | RI-51-0005123       | 17-07-1984           | Torre del Condestable (Fontecha) · Upload image      |

### O

#### Oyón-Oion(Oion)
| Tên                 | Dạng                        | Địa điểm     | Tọa độ                                        | Số hồ sơ tham khảo? | Ngày nhận danh hiệu? | Hình ảnh                           |
| ------------------- | --------------------------- | ------------ | --------------------------------------------- | ------------------- | -------------------- | ---------------------------------- |
| Tường thành Labraza | Di tích Kiến trúc phòng thủ | Oyón Labraza | 42°34′01″B 2°25′02″T / 42,567068°B 2,417232°T | RI-51-0005116       | 17-07-1984           | Murallas de Labraza · Upload image |

### P

#### Peñacerrada-Urizaharra(Urizaharra)
| Tên                               | Dạng                       | Địa điểm          | Tọa độ                                        | Số hồ sơ tham khảo? | Ngày nhận danh hiệu? | Hình ảnh                                            |
| --------------------------------- | -------------------------- | ----------------- | --------------------------------------------- | ------------------- | -------------------- | --------------------------------------------------- |
| Nhà thờ Nuestra Señora Peña Faido | Di tích Kiến trúc tôn giáo | Peñacerrada Faido | 42°39′54″B 2°39′15″T / 42,665007°B 2,654296°T | RI-51-0005107       | 17-07-1984           | Iglesia de Nuestra Señora de la Peña · Upload image |

### S

#### Salvatierra/Agurain(Agurain)
| Tên                                      | Dạng                 | Địa điểm            | Tọa độ                                        | Số hồ sơ tham khảo? | Ngày nhận danh hiệu? | Hình ảnh                                                   |
| ---------------------------------------- | -------------------- | ------------------- | --------------------------------------------- | ------------------- | -------------------- | ---------------------------------------------------------- |
| Nhà thờ Santa María (Salvatierra)        | Di tích              | Salvatierra/Agurain | 42°51′15″B 2°23′23″T / 42,854158°B 2,389736°T | RI-51-0005109       | 17-07-1984           | Iglesia de Santa María (Salvatierra) · Upload image        |
| Nhà thờ San Juan (Salvatierra)           | Di tích              | Salvatierra/Agurain | 42°51′00″B 2°23′19″T / 42,850107°B 2,388535°T | RI-51-0005110       | 17-07-1984           | Iglesia de San Juan (Salvatierra) · Upload image           |
| Quần thể Histórico Artístico Salvatierra | Khu phức hợp lịch sử | Salvatierra/Agurain | 42°51′07″B 2°23′22″T / 42,851987°B 2,38956°T  | RI-53-0000192       | 10-07-1975           | Conjunto Histórico Artístico de Salvatierra · Upload image |

#### San Millán/Donemiliaga(Donemiliaga)
| Tên                                     | Dạng    | Địa điểm                      | Tọa độ                                        | Số hồ sơ tham khảo? | Ngày nhận danh hiệu? | Hình ảnh                                                      |
| --------------------------------------- | ------- | ----------------------------- | --------------------------------------------- | ------------------- | -------------------- | ------------------------------------------------------------- |
| Tu viện religiosas cistercienses Barria | Di tích | San Millán/Donemiliaga Barria | 42°54′57″B 2°26′07″T / 42,915727°B 2,435244°T | RI-51-0005111       | 17-07-1984           | Convento de Religiosas Cistercienses de Barria · Upload image |

### V

#### Valdegovia(Gaubea)
| Tên                           | Dạng    | Địa điểm             | Tọa độ                                        | Số hồ sơ tham khảo? | Ngày nhận danh hiệu? | Hình ảnh                                              |
| ----------------------------- | ------- | -------------------- | --------------------------------------------- | ------------------- | -------------------- | ----------------------------------------------------- |
| Nhà thờ Nuestra Señora Tuesta | Di tích | Valdegovia Tuesta    | 42°48′33″B 3°01′28″T / 42,809208°B 3,024379°T | RI-51-0005108       | 17-07-1984           | Iglesia de Nuestra Señora de la Tuesta · Upload image |
| Tháp Villañañe                | Di tích | Valdegovia Villañañe | 42°49′47″B 3°04′18″T / 42,829732°B 3,07155°T  | RI-51-0005121       | 17-07-1984           | Torre-Palacio de los Varona · Upload image            |

#### Vitoria, Tây Ban Nha(Gasteiz)
| Tên                                           | Dạng                                            | Địa điểm                     | Tọa độ                                        | Số hồ sơ tham khảo? | Ngày nhận danh hiệu? | Hình ảnh                                                         |
| --------------------------------------------- | ----------------------------------------------- | ---------------------------- | --------------------------------------------- | ------------------- | -------------------- | ---------------------------------------------------------------- |
| Thánh đường Nuestra Señora Estíbaliz          | Di tích Kiến trúc tôn giáo Thời gian: Thế kỷ 11 | Vitoria Estibaliz, Argandoña | 42°50′54″B 2°34′13″T / 42,848267°B 2,570331°T | RI-51-0000358       | 03-06-1931           | Iglesia de Santa María (Santuario de Estíbaliz) · Upload image   |
| Tháp Mendoza                                  | Di tích                                         | Vitoria Mendoza (Álava)      | 42°51′35″B 2°46′25″T / 42,859722°B 2,773611°T | RI-51-0005119       | 17-07-1984           | Torre de Mendoza · Upload image                                  |
| Căn nhà Cordón (Vitoria)                      | Di tích                                         | Vitoria                      | 42°50′54″B 2°40′15″T / 42,848219°B 2,670743°T | RI-51-0005127       | 17-07-1984           | Palacio Casa del Cordón · Upload image                           |
| Bảo tàng Fournier Naipes (Bảo tàng Bibat)     | Di tích                                         | Vitoria                      | 42°50′59″B 2°40′16″T / 42,849714°B 2,671223°T | RI-51-0005128       | 17-07-1984           | Palacio de Bendaña (Museo Bibat) · Upload image                  |
| Nhà thờ San Miguel (Vitoria)                  | Di tích                                         | Vitoria                      | 42°50′51″B 2°40′22″T / 42,847366°B 2,672843°T | RI-51-0005442       | 14-11-1995           | Iglesia de San Miguel (Vitoria) · Upload image                   |
| Nhà thờ chính tòa Santa María Vitoria         | Di tích                                         | Vitoria                      | 42°51′02″B 2°40′21″T / 42,850689°B 2,672431°T | RI-51-0000359       | 03-06-1931           | Iglesia Catedral de Santa María (Vitoria) · Upload image         |
| Nhà thờ San Pedro Apóstol (Vitoria)           | Di tích                                         | Vitoria                      | 42°50′53″B 2°40′29″T / 42,848135°B 2,674764°T | RI-51-0000360       | 03-06-1931           | Iglesia de San Pedro (Vitoria) · Upload image                    |
| Cung điện Augustin (Palacio Augustin)         | Di tích                                         | Vitoria                      | 42°50′30″B 2°40′47″T / 42,841619°B 2,679699°T | RI-51-0001300       | 01-03-1962           | Museo de Bellas Artes (Vitoria) · Upload image                   |
| Nhà thờ San Vicente Mártir (Vitoria)          | Di tích                                         | Vitoria                      | 42°50′51″B 2°40′17″T / 42,8475°B 2,671389°T   | RI-51-0005102       | 17-07-1984           | Iglesia de San Vicente (Vitoria) · Upload image                  |
| Quảng trường Nueva (Vitoria)                  | Di tích                                         | Vitoria                      | 42°50′47″B 2°40′21″T / 42,846469°B 2,672398°T | RI-51-0005112       | 17-07-1984           | Plaza Nueva (Vitoria) · Upload image                             |
| Los Arquillos                                 | Di tích                                         | Vitoria                      | 42°50′49″B 2°40′18″T / 42,846988°B 2,671755°T | RI-51-0005113       | 17-07-1984           | Los Arquillos · Upload image                                     |
| Vương cung thánh đường San Prudencio Armentia | Di tích Nhà thờ                                 | Vitoria Armentia (Álava)     | 42°49′59″B 2°42′08″T / 42,833099°B 2,702198°T | RI-51-0000357       | 03-06-1931           | Iglesia de San Andrés (Basílica de San Prudencio) · Upload image |
| Palacio Nhà Santo                             | Di tích Cung điện                               | Vitoria Armentia (Álava)     | 42°49′54″B 2°42′05″T / 42,831636°B 2,70144°T  | RI-51-0005130       | 17-07-1984           | Palacio Casa del Santo · Upload image                            |
| Nhà thờ Santa María Lasarte                   | Di tích Nhà thờ                                 | Vitoria Lasarte (Álava)      | 42°49′08″B 2°41′26″T / 42,818953°B 2,690494°T | RI-51-0000361       | 03-06-1931           | Iglesia de Santa María de Lasarte · Upload image                 |
| Tháp Hurtado Mendoza                          | Di tích Tháp                                    | Vitoria Mártioda             |                                               | RI-51-0001433       | 05-06-1962           | Torre de los Hurtado de Mendoza · Upload image                   |
| Palacio Nhà Simón Anda Salazar                | Di tích                                         | Vitoria Subijana de Álava    | 42°48′26″B 2°45′48″T / 42,807161°B 2,763303°T | RI-51-0005126       | 17-07-1984           | Upload image                                                     |
| Casco Viejo (Vitoria)                         | Khu phức hợp lịch sử                            | Vitoria                      | 42°50′56″B 2°40′21″T / 42,849014°B 2,672419°T | RI-53-0000374       | 06-04-1988           | Casco Antiguo de Vitoria · Upload image                          |
| Lưu trữ lịch sử Provincial (Vitoria)          | Lưu trữ                                         | Vitoria                      | 42°50′12″B 2°40′06″T / 42,836553°B 2,668296°T | RI-AR-0000011       | 10-11-1997           | Upload image                                                     |

### Z

#### Zalduondo(Zalduondo)
| Tên                 | Dạng    | Địa điểm           | Tọa độ                                        | Số hồ sơ tham khảo? | Ngày nhận danh hiệu? | Hình ảnh                            |
| ------------------- | ------- | ------------------ | --------------------------------------------- | ------------------- | -------------------- | ----------------------------------- |
| Cung điện Lazarraga | Di tích | Zalduendo de Álava | 42°53′09″B 2°20′49″T / 42,885858°B 2,346977°T | RI-51-0005125       | 17-07-1984           | Palacio de Lazarraga · Upload image |